# Marijina cerkev, Lübeck
Cerkev svete Marije v Lübecku (nemško Marienkirche, uradno St. Marien zu Lübeck) je bila zgrajena med letoma 1250 in 1350. Vedno je bila simbol moči in blaginje starega hanseatskega mesta in stoji na najvišji točki otoka v starem mestem jedru Lübecka. Je del Unescove svetovne dediščine starega hanseatskega mesta Lübeck.
Cerkev pooseblja severnonemško opečno gotiko in je postavila standard za približno 70 drugih cerkva v baltski regiji, zato je stavba velikega arhitekturnega pomena. Uteleša tudi stolpni slog gotske arhitekture z uporabo severno-nemške opeke. Ima najvišji opečnat obok na svetu, z višino glavne ladje je 38,5 metra.
Zgrajena je kot triladijska bazilika s stranskimi kapelami, ambulatorijem s kapelami in preddverji, kot kraki transepta. Westwerk ima monumentalno fasado z dvema stolpoma. Višina, vključno z vremenskimi lopaticami, je 124,95 metra in 124,75 metra.
Marijina mesto stoji v četrti hanseatskih trgovcev, ki se razteza od skladišč ob reki Trave do cerkve. Kot glavna župnijska cerkev državljanov in mestnega sveta Lübecka je bila zgrajena blizu mestne hiše in trga.

## Zgodovina stavbe
Leta 1150 je Henrik Lev preselil škofijo iz Oldenburga v Lübeck in ustanovil stolnični kapitelj. Leta 1163 je bila zgrajena lesena cerkev, od leta 1173/1174 pa zamenjana z romansko opečno cerkvijo. Vendar pa v začetku 13. stoletja v smislu velikosti in prestiža ni več izpolnjevala pričakovanj samozavesti, ambiciozne in bogate buržoazije. Romanski kipi iz tega obdobja cerkvene zgodovine so danes razstavljeni v Muzeju sv. Ane v Lübecku.
Zasnova troladijske bazilike je temeljila na gotskih stolnicah v Franciji in Flandriji, ki so bile zgrajene iz naravnega kamna. Po njej so se zgledovale številne cerkve v baltski regiji, kot sta cerkvi svetega Nikolaja v Stralsundu in svetega Nikolaja v Wismarju.
Nihče ni nikoli zgradil opečne cerkve s tako visokim in obokanim stropom. Bočne pritiske, ki jih izvaja obok, prevzemajo zunanji oporniki, kar omogoča veliko višino. Motiv za mestni svet v Lübecku, da začne tako ambiciozen projekt, je bil slab odnos s škofijo v Lübecku. Cerkev je bila zgrajena v bližini mestne hiše in na trgu, in zastira bližnjo romansko stolnico, cerkev škofa, ki jo je ustanovil Henrik Lev. Namenjena je bila simbolu želje po svobodi hanseatskih trgovcev in sekularnih oblasti mesta, ki mu je bil leta 1226 dodeljen status svobodnega cesarskega mesta (Reichsfreiheit) neposredno podrejenega cesarju. Namenjena je bila tudi poudarjanju pomembnosti mesta nasproti drugim mestom Hanseatske lige, ki se je oblikovala približno istočasno (1356).
Leta 1310 je bila vzhodno od južnega stolpa dodana Kapela odpustkov (Briefkapelle). Bila je tako preddverje kot kapela in s svojim portalom predstavljala drugi glavni vhod v cerkev s trga. Verjetno prvotno posvečena sveti Ani, je kapela dobila trenutno ime med reformacijo, ko so se plačevali odpustki. Kapela, dolga 12 metrov, globoka 8 metrov in 2 metra visoka, ima rebrast strop in velja za mojstrovino visokogotske arhitekture. Pogosto jo primerjamo z angleško gotsko stolnično arhitekturo in kapiteljsko dvorano gradu Malbork. Danes Kapela odpustkov služi skupnosti kot cerkev pozimi, s storitvami od januarja do marca.
Leta 1289 je mestni svet zgradil svojo lastno kapelo, znano pod imenom Bürgermeisterkapelle (kapela županov), na jugovzhodnem vogalu ambulatorija, kjer je vidna od zunaj, kjer se spremeni glazirana v neglazirano opeko. V tej kapelici je bil na še vedno ohranjeni veliki klopi, nameščen novo izvoljeni svet. V zgornjem nadstropju kapele je zakladnica, kjer so bili shranjeni pomembni dokumenti mesta. Ta del cerkve je še vedno v posesti mesta.
Pred letom 1444 je bila na vzhodni konec ambulatorija dodana kapela, sestavljena iz pet sten, ki oblikujejo osmerokotnik in ima en sam obok. To je bil zadnji gotski podaljšek cerkve. Uporabljena je bila za praznovanje tako imenovanih ur Device kot dela čaščenja Device Marije, ki se odraža v njenem imenu Marijina kapela ali Sängerkapelle (Pevska kapela).
Skupaj ima cerkev svete Marije devet večjih in deset manjših kapel, ki služijo kot grobne kapele in so poimenovane po družinah mestnega sveta Lübecka, ki so jih uporabljale in jih darovale.

## Uničenje in obnova
V zračnem napadu 28. in 29. marca 1942 – noč na cvetno nedeljo – je bila cerkev skoraj popolnoma uničena v ognju, skupaj s približno petino mestnega središča Lübecka, vključno s stolnico in cerkvijo svetega Petra.
Med uničenimi predmeti so bile znane Totentanzorgel, orgle imenovane Mrtvaški ples, na katere je igral Dieterich Buxtehude in verjetno Johann Sebastian Bach. Druga umetniška dela, uničena v ognju, so Maša svetega Gregorja Bernta Notkeja, monumentalni Danse Macabre (Mrtvaški ples, izvirno od Bernta Notkeja, vendar nadomeščen s kopijo leta 1701, izrezljane figure korne pregrade, Oltar Svete trojice, ki ga je izvedel Jacob van Utrecht (prej pripisan tudi Bernardu van Orleju) in Vstop Kristusa v Jeruzalem Friedricha Overbecka. V ognju so bile izgubljene tudi skulpture Benedikta Dreyerja: lesene kipi svetnikov na zahodni strani korne pregrade in skulpture na velikih orglah iz okoli leta 1516-18  in Človek z računsko mizo. 
 V požaru so bila uničena tudi srednjeveška vitražna okna iz cerkve svete Marije Magdalene, ki so bila v Marijini cerkvi vgrajena od leta 1840 dalje, potem ko je bila porušena cerkev svete Marije Magdalene, ker je bila v nevarnosti razpada. Fotografije lokalnih fotografov, kot je William Castelli, dajejo vtis o tem, kakšna je bila notranjost pred vojno.
Steklo v eni kapeli ima abecedni seznam večjih mest na vzhodnem ozemlju nemškega rajha pred letom 1945. Zaradi uničenja, ki ga je utrpela v drugi svetovni vojni, je cerkev svete Marije eno od središč Križa iz žebljev. Plošča na steni opozarja na nespodobnost vojne.
Cerkev je bila zaščitena z improvizirano streho do konca vojne, popravljen je bil obokan strop. Rekonstrukcija se je začela leta 1947 in je bila v veliki meri zaključena do leta 1959. Glede na prejšnjo poškodbo z ognjem sta bili stara lesena konstrukcija strehe in stolpov zamenjana z novo leseno konstrukcijo. Vsi cerkveni stolpi v Lübecku so bili rekonstruirane po posebnem sistemu z lahkimi betonskimi bloki pod bakreno streho. Bakrena obloga se je ujemala z izvirno obliko, z betonsko streho pa naj bi se izognili možnosti požara. Steklo na severni strani cerkve je spomin na graditelja Ericha Trautscha, ki je izumil ta sistem.
Leta 1951 so ob prenovljeni strehi praznovali 700. obletnico cerkve; ob tej priložnosti je kancler Konrad Adenauer podaril nov tenorski zvon, odprta pa je bila tudi spominska kapela v južnem stolpu.
V 1950-ih je potekala dolga razprava o oblikovanju notranjosti, ne samo o slikah. Prevladujoče mnenje je bilo, da je uničenje obnovilo bistveno čisto obliko . Namen preoblikovanja je bil olajšati dvojno funkcijo, ki jo je imela cerkev v tistem času, saj je bila škofijska cerkev in župnijska cerkev. Cerkev je na koncu izvedla omejen natečaj, v katerem so vabili šest arhitektov, med njimi Gerharda Langmaacka in Denisa Boniverja, ki so ga z večino sprejeli 8. februarja 1958. Na srečanju je škof Heinrich Meyer, močno - in uspešno zahteval odstranitev Fredenhagnovega oltarja.
Preoblikovanje notranje opreme po Boniverjevih načrtih je bilo izvedeno leta 1958-59. Ker je bilo talno ogrevanje nameščeno pod povsem novim tlakom, so bile odstranjene preostale spominske plošče iz gotlandskega apnenca, ki so se uporabljale za dvig ravni tlaka. Kor je bil ločen od ambulatorija z belim zidom, visokim 3 metre. Fredenhagnov oltar je zamenjal preprost oltarni podstavek iz školjčnega apnenca in razpelom Gerharda Marksa, ki je bilo obešeno iz prečnega stropnega loka. Otvoritev novega kora je bila 20. decembra 1959.
Obenem je bila narejena zakladnica za gdanski parament iz cerkve svete Marije v Danzigu (zdaj Gdansk), ki je prišel v Lübeck po vojni (odstranjen leta 1993), in je sedaj razstavljen muzeju svete Ane, nad tem pa je bile zgrajene velike orgle. Same orgle so bile nameščen šele leta 1968.
Pozlačena flèche - konica, visoka 30 metrov nad streho ladje, je bil leta 1980 ponovno izdelana po starih modelih in fotografijah.

## Lothar Malskat in freske
Vročina ognja leta 1942 je odluščila velike dele ometa, in razkrila prvotne dekorativne slike iz srednjega veka, od katerih so bile nekatere dokumentirane s fotografijo med drugo svetovno vojno.  Leta 1948 je dobil nalogo obnovitve teh gotskih fresk Dietrich Fey. To je po drugi svetovni vojni postal največji ponarejevalski umetniški škandal, ko je Fey najel lokalnega slikarja Lotharja Malskata, ki je pomagal pri tej nalogi in skupaj sta uporabila fotografsko dokumentacijo za obnovitev in ponovno ustvarjanje podobnosti z originalnimi zidovi. Ker ni bilo na razpolago nobene slike svetlobnega nadstropja, je Fey Malskatu naročil naj si ga izmisli. Malskat je 'dopolnil' obnovo z lastnim delom v slogu 14. stoletja.  Ponaredek je bil razkrit po tem, ko je Malskat leta 1952 prijavil svoja dejanja oblastem, leta 1954 pa sta z Feyjem dobila zaporne kazni. Večje ponaredke so kasneje odstranili iz sten, po navodilih škofa. .
Lothar Malskat je igral pomembno vlogo v romanu Die Rättin ('Podganka') Günterja Grassa.

## Notranjost
Cerkev svete Marije je bila velikodušno obdarjena z donacijami mestnega sveta, cehov, družin in posameznikov. Konec srednjega veka je imela 38 oltarjev in 65 beneficij. Ohranjeni srednjeveški predmeti so:
- Bronast krstilnik, ki ga je izdelal Hans Apengeter (1337). Do leta 1942 je bil v zahodnem delu cerkve; sedaj je sredi kora. Ima 406 litrov, skoraj enako kot hamburški ali bremenski pivski sod, ki ima 405 litrov;
- Darsowa Marija iz leta 1420, močno poškodovana leta 1942, obnovljena iz več sto posameznih kosov, ponovno postavljena leta 1989;
- Tabernakelj iz leta 1479, visok 9,5 m, ki ga je izdelal Klaus Grude iz približno 1000 posameznih bronastih delov, nekaj pozlačenih, na severni steni kora;
- Krilni oltar Christiana Swarte (1495) z Ženska apokalipse, ki je zdaj nameščen za glavnim oltarjem;
- Bronasta nagrobna plošča Bernta Notkeja za družino Hutterock (1505), v Molitveni kapeli (Gebetskapelle) v severnem delu ambulatorija;
- Od korne pregrade, uničene leta 1942, je ostal samo lok in kamniti kipi: Elizabeta z Janezom Krstnikom kot otrokom, Devica in otrok s sv. Ano, nadangel Gabriel in Marija (oznanjenje), Janez evangelist in sveta Doroteja;
- V ambulatoriju, reliefi iz peščenjaka (1515) iz ateljeja Heinricha Brabderera, s prizori iz Kristusovega pasijona: na severu Umivanje nog in Zadnja večerja; na jugu Kristus na vrtu Getsemane in njegovo ujetje. Relief Zadnja večerja vključuje podrobnosti, povezane z Lübeckom: majhna miš grize korenine rožnega grma. Dotik naj bi pomenil, da se oseba nikoli več ne vrne v Lübeck - ali bo imela srečo, odvisno od različice vraževerja.
- Ostanki izvirnih klopi in Antwerpenskega oltarja (1518), v Marijini kapeli;
- Janez Evangelist, lesen kip Henninga von der Heida (1505)
- Sveti Anton, kamniti kip, ki ga je leta 1457 podaril mestni svetnik Hermann Sundesbeke, član bratovščine svetega Antona;
- Ostanki prvotnih gotskih klopi v Kapeli županov v južnem delu ambulatorija
- Objokovanje Kristusa, eno glavnih del nazarenskega umetnika Friedricha Overbeca, v  Molitveni kapeli v severnem delu ambulatorija;
- Korna pregrada, ki loči kor od ambulatorija, so nedavno rekonstruirali. Stene, ki so bile za ta namen zgrajene leta 1959, so bile odstranjene v 1990-ih. Medeninaste palice so bile večinoma nedotaknjene, leseni deli pa skoraj popolnoma uničeni v požaru leta 1942. Hrastova krona in okvir sta bila rekonstruirana na podlagi ostalega iz prvotne konstrukcije.

### Antwerpenski oltar
Impresiven Antwerpenski oltar v Marijini kapeli je bil narejen leta 1518. Daroval ga je leta 1522  Johann Bone, trgovec iz Gelderna. Po tem je bila leta 1790 kapela pretvorjena v spovedno kapelo, oltar pa se je večkrat selil po cerkvi. Med drugo svetovno vojno je bil v Kapeli odpustkov (Briefkapelle) in tako uničen. Dvokrilna oltarna slika prikazuje življenje Device Marije v 26 slikanih in izrezljanih prizorih.
Polno zaprta pozicija (danes je to v krščanskem Svetem tednu pred velikonočno nedeljo), prikazuje Oznanjenje mojstra iz leta 1518.
Z enim parom odprtih vrat (kot je razvidno v postnih dneh) so prizori iz življenja Jezusa in Marije: v sredini so štiri slike, ki prikazujejo oboževanje pastirjev, oboževanje magov, Jezusovo obrezovanje in pobeg v Egipt; na krilih pa poroka Joahima in Ane, zavrnitev Joahimove žrtve, Joachimova žrtev zahvale in Joachim daje vbogajme revnim, ko zapusti tempelj.
Z obema paroma odprt (v praznikih) rezbarjen osrednji del prikazuje: smrt Device Marije, s sceno smrti v središču, nad tem bila je skupina, ki prikazuje Marijino vnebovzetje, vendar je bila ukradena leta 1945, spodaj je pogrebna procesija (na levi je znamenje, na desni je Marijino zaprtje); levo krilo prikazuje rojstvo Marije na vrhu in predstavitev Jezusa v templju na dnu, desno krilo pa Jesejevo drevo zgoraj in dvanajstletni Jezus v templju spodaj.
Pred letom 1869 so bila krila predele, ki so prikazovala legendo o Sveti družini, odstranjena, žagana za izdelavo panelnih slik in prodana. Leta 1869 sta bili dve zbirki iz zasebne zbirke župana Lübecka Karla Ludwiga Roecka pridobljeni za zbirko v tem, kar je zdaj Muzej sv. Ane. Še dve sliki iz zunanjega dela kril predele sta od leta 1988 v Kulturstiftung des Landes Schleswig-Holstein (Kulturna ustanova Schleswig-Holstein). Od preostalih slik sta dve v Staatsgalerie v Stuttgartu in dve v zasebni zbirki v Stockholmu.

### Fredenhagenov oltar
Glavni predmet iz baročnega obdobja, oltar z oltarnim nastavkom visokim 18 metrov, ki ga je doniral trgovec Thomas Fredenhagen in ga je izdelal kipar iz Antwerpna Thomas Quellinus iz marmorja in porfirja (1697), je bil resno poškodovan leta 1942. Po dolgotrajni razpravi, ki je trajala od leta 1951 do 1959, je prevladal škof Heinrich Meyer, zato je bilo odločeno, da se oltar ne bo obnovil, ampak nadomestil s preprostim oltarjem apnenca, z bronastim razpelom Gerharda Marcksa. Ko govorimo o zgodovinskem pomenu oltarja, je direktor muzeja Lübecka v tistem času dejal, da je bilo to edino umetniško delo evropskega pomena, ki ga je protestantska cerkev v Lübecku prinesla po reformaciji. 
Posamezni deli oltarnega nastavka so sedaj v ambulatoriju: Kalvarija z Marijo in Janezom, marmorna predela z reliefom Zadnje večerje in tri krone, alegorične skulpture Verovanja in Upanja ter Vstali Kristus. Drugi ostanki oltarja so zdaj shranjeni nad obokanim stropom med stolpi. Razprava o tem ali je mogoče in zaželeno, da oltar obnovijo kot glavno delo baročne umetnosti evropskega pomena, je v teku.

### Vitraji
Razen nekaj ostankov je zračni napad iz leta 1942 uničil vsa okna, vključno z vitražnimi okni, ki jih je namestil Carl Julius Milde, potem ko so bili rešeni iz cerkve sv. Marije Magdalene, ko so jo porušili v 19. stoletju, vključno z okni profesorja Aleksandra Linnemanna iz Frankfurta. Pri rekonstrukciji so bila uporabljena preprosta okna, večinoma okrašena samo z grbom donatorja, čeprav so nekatera okna imela umetniško zasnovo.

## Glasba
Glasba je igrala pomembno vlogo v življenju Marije v srednjem veku. Marijina kapela (tudi kapela pevcev) je imela svoj pevski kor. Po reformaciji in cerkvenem redu Johannesa Bugenhagena je šolski zbor Katharineum poskrbel za petje v času obredov. V zameno je šola dobivala dohodke skrbniškega sklada kapele. Do leta 1802 je bil kantor učitelj na šoli in odgovoren za petje zborov in kongregacije. Organist je bil odgovoren za orgelsko glasbo in drugo instrumentalno glasbo; imel je tudi upravne in računovodske odgovornosti in je bil odgovoren za vzdrževanje stavbe.

### Glavne orgle
Znano je, da je cerkev imela orgle že v 14. stoletju, saj se »organist« omenja v volji iz leta 1377.  Stare velike orgle so bile zgrajene leta 1516-1518 pod vodstvom Martina Flora na zahodni steni kot nadomestilo za velike orgle leta 1396. Imele so 32 registrov, 2 manuala in pedal. Te orgle, po vsej verjetnosti so bile prve in edine gotske orgle z dvaintridesetimi principali (najgloblja cev, dolga 11 metrov) v zahodnem svetu v tistem časa, večkrat obnovljene in ponovno zgrajene skozi stoletja. Organist in graditelj Barthold Hering (ki je umrl leta 1555) je izvedel številna popravila in dodatke; 1560/1561 Jacob Scherer je dodal tretji manual. Od leta 1637 do leta 1641 je Friederich Stellwagen izvedel številne spremembe. Otto Diedrich Richborn je leta 1704 dodal tri registre. Leta 1733 je Konrad Büntung zamenjal štiri registre, spremenil ureditev manualov in dodal akustični spojnik. Leta 1758 je njegov sin Christoph Julius Bünting dodal majhno nihajno sekcijo s tremi glasovi, pri čemer je ukrep mogoče krmiliti iz manuala. Do začetka 19. stoletja so orgle imele 3 priročnike in pedal, 57 registrov in 4684 cevi. Leta 1851 pa so bile nameščene popolnoma nove orgle, ki jih je v duhu časa postavil Johann Friedrich Schulze s štirimi manuali, pedalom in 80 glasovi za zgodovinskim primerom orgel Benedikta Dreyerja, ki jih je obnovil in dodal Carl Julius Milde. Te velike orgle so bile uničene leta 1942 in so jih leta 1968 zamenjale takrat največje mehansko gnane orgle na svetu. Zgradili so jih Kemper & Son. Imajo 5 manualov in pedal, 100 registrov in 8512 cevi; Najdaljše so dolge 11 metrov, najmanjše pa velikosti cigarete.

## Cerkveno dvorišče
Cerkev sv. Marije s pogledom na severno stran mestne hiše, Kanzleigebäude in Marienwerkhaus je središče srednjeveškega mesta.
Arhitekturne značilnosti vključujejo predmete iz legend Lübecka; velik blok granita desno od vhoda naj ne bi stal tam, ker bi ga postavili graditelji, temveč ga je postavil hudič.
Severno in zahodno od cerkve je dvorišče, sedaj odprt prostor, odstranjene so bile srednjeveške zgradbe. Na vogalu med Schüsselbuden in Mengstraße so ostanki kamnitih temeljev kapele Maria am Stegel (1415), ki je služila kot knjigarna pred drugo svetovno vojno. Konec petdesetih let je bilo odločeno, da ga ne bodo rekonstruirali, preostale zunanje stene ruševin pa so bile odstranjene. Na Mengstraße, nasproti cerkvenega dvorišča je stavba s fasado iz 18. stoletja: cerkvena hiša, znana kot Wehde, ki je dala tudi ime dvoru, ki leži za njim, Wehdehof.

## Cerkev danes

### Dimenzije
1. Skupna dolžina: 103 m
2. Dolžina glavne ladje: 70 m
3. Višina oboka v glavni ladji: 38,5 m
4. Višina obokov v stranskih ladjah: 20,7 m
5. Višina stolpov: 125 m
6. Površina: 3300 m2

### Kongregacija
Od ustanovitve Johannesa Bugenhagenovega luteranskega cerkvenega reda s strani mestnega sveta leta 1531 je bila sveta Marija protestantska. Danes spada v Severnolabsko evangeličansko cerkev. Obredi potekajo ob nedeljah in cerkvenih praznikih od 10. ure. Od ponedeljka do sobote v poletni sezoni in v adventu ob poldnevu s kratko molitvijo z orgelsko glasbo, ki vabi turiste in domačine. Od 15. marca 2010 obiskovalci plačajo vstopnina v višini dveh evrov.

### Astronomska ura
Astronomska ura je bila zgrajena leta 1561-1566. V ambulatoriju je stala za velikim oltarjem, vendar je bila leta 1942 popolnoma uničena. V muzeju sv. Ane je ostala samo ura, ki je bila nadomeščena med prejšnjo obnovo. Nova astronomska ura, ki je bila nameščena na vzhodni strani severnega transepta, v kapeli mrtvaški plas. Je delo Paula Behrensa, urarja iz Lübecka, ki jo je zasnoval kot življenjski dosežek med letoma 1960 in 1967. Zbiral je donacije za to, naredil uro, vključno z vsemi deli in jo vzdrževal do svoje smrti. Ura je poenostavljena kopija izvirnika. Koledarji in planeti, ki jih nadzira zapleteno mehansko gibanje, kažejo dan in mesec, položaj sonca in lune, znake zodiaka (trinajst astronomskih znakov, ne dvanajst astroloških znakov), datum velikonočnega praznika in zlato številko.